# Bangia tenuis
Espèce
Bangia tenuis est une espèce d'algues rouges de la famille des Bangiaceae. 
On la trouve notamment sur la côte pacifique de l'Amérique du Nord.